# Мананникова, Надежда Васильевна
Мананникова, Надежда Васильевна (дата рождения 1895, место рождения с. Малый Узень Самарской губернии — дата смерти 1972) — заслуженный врач РСФСР, заместитель наркома здравоохранения РСФСР.

## Биография
Родилась в с. Малый Узень Самарской губернии. Окончила медицинский факультет Саратовского государственного университета (1922). Член ВКП(б) (с 1925). Заслуженный врач РСФСР. Член Пленума ЦК союза «Медсантруд Севера» и член Антифашистского комитета советских женщин; доцент (с 1953). Участник организации в Казахстане учреждений родовспоможения и детских дошкольных учреждений, руководитель противочумного отряда (1922—1925). Сотрудник в губздраве Казахской АССР по организации детских и женских консультаций (с 1925); зам. начальника подотдела охраны материнства и младенчества Наркомата здравоохранения РСФСР (с 1929); затем в Центральном институте охраны материнства и младенчества (1932—1936); зав. базовыми яслями фабрики им. М. И. Калинина (1936—1938); начальник Управления охраны материнства и младенчества Наркомата здравоохранения СССР (1938—1940); зам. наркома здравоохранения РСФСР (1940—1951); одновременно преподаватель Центрального института усовершенствования врачей (с 1949). Редактор журнала «Медицинская сестра». Автор многочисленных научных работ в области здравоохранения и медицины.

## Творческие материалы Н. В. Мананниковой
- Главы диссертации «Ясли в РСФСР» (1940-е — 1950-е), монография «Охрана здоровья детей в СССР» (1966—1971); автобиографические записи, «Воспоминания врача Н. В. Мананниковой о чумной эпидемии в бывшей Букеевской губернии Казахской ССР в 1923—1924 гг.» и др.
- Статьи: «Охрана материнства и младенчества в Казахстане», «Аборты в КССР», «Колхозы — раскрепощают женщину», «Состояние работы по ох-ране материнства и младенчества на новостройках», «Санитарный минимум в яслях», статьи для БМЭ, лекции, отзывы и др.
- Доклады: «Пятилетний план по охране материнства и младенчества» (1933), «О выполнении решений коллегии Минздрава СССР по вопросу обезболивания родов и о снижении количества абортов» (1949) и др.
- Подготовительные материалы к диссертации, монографиям и др.: выписки, картотеки и др.